# Anatolij Novikov
Anatolij Terent'ovyč Novikov (in ucraino Анатолій Терентьович Новіков?; Kharkiv, 17 gennaio 1947 – Kharkiv, 18 gennaio 2022) è stato un judoka sovietico. Vinse la medaglia di bronzo ai Giochi olimpici di Monaco 1972 nella categoria -70 kg.

## Palmarès
Olimpiadi
- 1 medaglia:
  - 1 bronzo (-70 kg a Monaco 1972)

Mondiali
- 1 medaglia:
  - 1 bronzo (-70 kg a Losanna 1973)

Europei
- medaglie:
  - 2 ori (a squadre a Voorburg 1972, a squadre a Madrid 1973)
  - 1 argento (-70 kg a Voorburg 1972)